# Bastvikens naturreservat
Bastvikens naturreservat är ett naturreservat i Lindesbergs kommun i Örebro län.
Området är naturskyddat sedan 2019 och är 36 hektar stort. Reservatet ligger norr om Lindesberg vid östra stranden till sjön Råsvalen och består av barrskog med inslag av lövträd, öppna ängar och betesmarker.